# Донназак
Донназа́к (фр. Donnazac, окс. Donasac) — коммуна во Франции, находится в регионе Юг — Пиренеи. Департамент — Тарн. Входит в состав кантона Кармо-2 Валле-дю-Серу. Округ коммуны — Альби.
Код INSEE коммуны — 81080.

## География
Коммуна расположена приблизительно в 540 км к югу от Парижа, в 65 км северо-восточнее Тулузы, в 19 км к северо-западу от Альби.
Большая часть территории коммуны покрыта виноградниками.

## Климат
Климат умеренно-океанический. Зима мягкая и дождливая, лето жаркое с частыми грозами. Ветры довольно редки.

## Население
Население коммуны на 2010 год составляло 84 человека.
| 1962 | 1968 | 1975 | 1982 | 1990 | 1999 | 2010 |
| ---- | ---- | ---- | ---- | ---- | ---- | ---- |
| 69   | 84   | 71   | 50   | 62   | 86   | 84   |

## Администрация
| Период | Период | Фамилия        | Партия | Примечания |
| ------ | ------ | -------------- | ------ | ---------- |
| 2001   | 2014   | Жан-Люк Фабр   |        |            |
| 2014   | 2020   | Каролин Брёйар |        |            |

## Экономика
В 2007 году среди 53 человек в трудоспособном возрасте (15—64 лет) 35 были экономически активными, 18 — неактивными (показатель активности — 66,0 %, в 1999 году было 68,0 %). Из 35 активных работали 29 человек (21 мужчина и 8 женщин), безработных было 6 (0 мужчин и 6 женщин). Среди 18 неактивных 10 человек были учениками или студентами, 5 — пенсионерами, 3 были неактивными по другим причинам.

## Фотогалерея

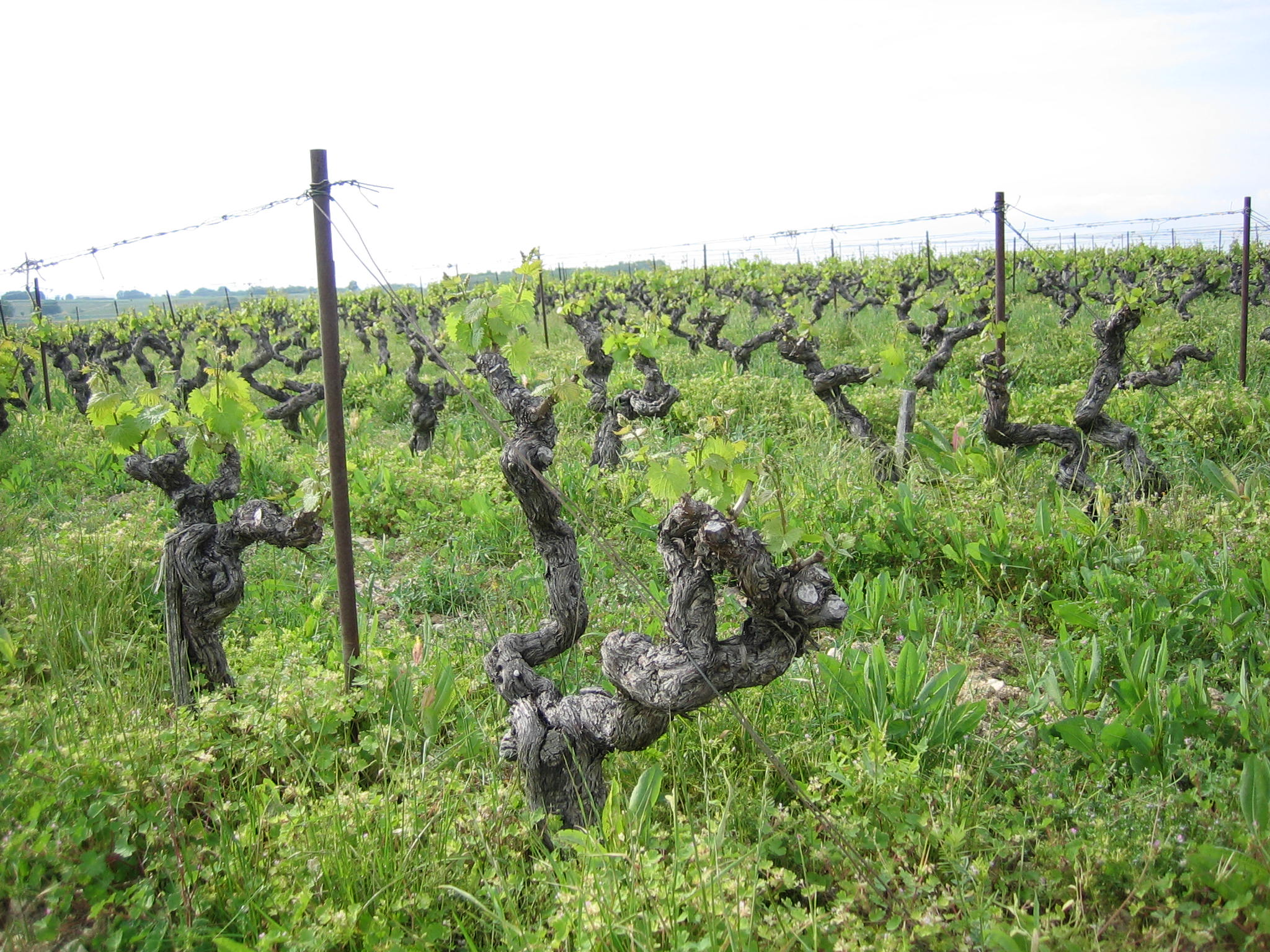
Виноградники
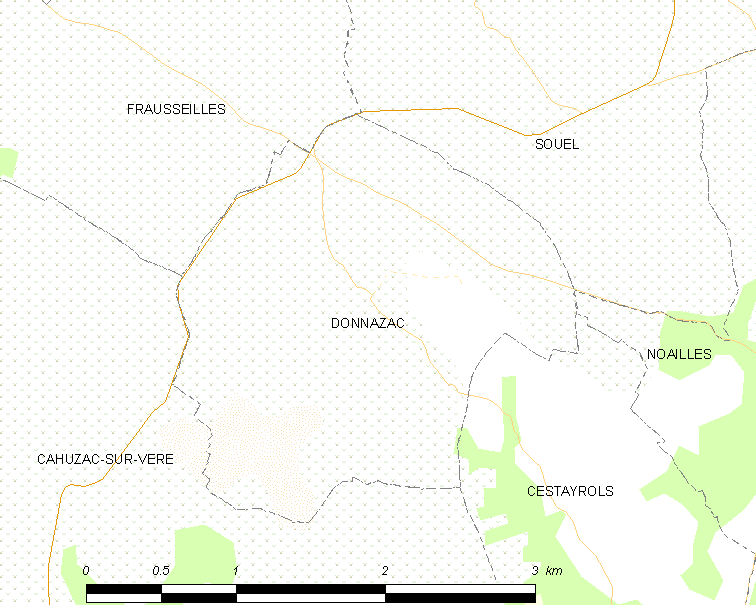
Карта коммуны